# Тамбукан
Тамбукан е овално безотточно езеро със солена вода в Северен Кавказ, Русия.
Акваторията на водоема влиза в регионите Република Карачаево-Черкезия (около 66% от повърхността) и Ставрополски край (33% от повърхността на езерото). Водният басейн се намира на 8 km от град Пятигорск.
Площта на Тамбукан е 1,87 km2, а дълбочината варира между 1,5 и 3,1 m.

## Топографски карти
- Лист от карта K-38-3 Залукокоаже. Мащаб: 1 : 100 000. Укажете датата на издаване/състоянието на местността.